# Людська маса
«Людська маса» (англ. The Mass of Men) — британський студентський короткометражний фільм режисера Ґабріеля Ґоше (англ. Gabriel Gauchet), Велика Британія.
2013 — отримав Ґран-прі 43-го Київського міжнародного кінофестивалю «Молодість», головний приз «Золотий скіфський олень» та сертифікат на 80,000 гривень.

## Сюжет
Безробітному Річардові 55 років. Він на 3 хвилини спізнився до центру працевлаштування. Співробітниця установи згідно з правилами мусить штрафувати його за це. Щоб не ускладнювати своє становище, Річард зважується на відчайдушний крок.
Натхненна подіями навколо масових заворушень в Лондоні 2011 року та сумно відомою промовою Прем'єр-міністра Великої Британії Девіда Камерона Людська маса дає розуміння суворої небезпеки репресій, зневіри й апатії.

## Участь у фестивалях, нагороди
Станом на 11 грудня 2013 року фільм узяв участь у 93 фестивалях по усьому світові. Усього отримав 43 нагороди.
Ґран-прі — на фестивалях:
- Міжнародний фестиваль короткометражних фільмів Curta Cinema 2013, Ріо-де-Жанейро, 31 жовтня — 7 листопада 2013.
- 43-й Київський міжнародний кінофестиваль «Молодість», 19-27 жовтня 2013
- Tampere International Short Film Festival 2013
- Tokyo Short Shorts Film Festival & Asia (SSFF & ASIA)
- Festival du Film-Court en Plein-Air de Grenoble

Найавторитетніші інші нагороди:
- Locarno 2012 — Golden Leopard (Pardi di Domani) for Best International Short Film
- San Sebastián 2012 — First prize at the International Film Students Meeting
- ZINEBI Bilbao 2012 — Golden Mikeldi for Best International Fiction
- ZINEBI Bilbao 2012 — Audience Award for Best Film
- Lille Festival du Cinéma Européen 2013 — Grand Jury Prize
- Winners of 11th Tabor Film Festival — international short film festival, Croatia
- Festival du Film-Court en Plein-Air de Grenoble — Prix du Jury Presse